# Flèche du port d'Anvers 2014
La 23e édition de la Flèche du port d'Anvers a eu lieu le 10 août 2014 avec pour départ et arrivée Merksem (Anvers). La course fait partie du calendrier UCI Europe Tour 2014 en catégorie 1.2, elle constitue également la huitième et avant-dernière manche de la Topcompétition 2014. Elle est remportée par le Néerlandais Yoeri Havik (De Rijke) qui effectue les 182 kilomètres du parcours en 4 h 12 min 57 s, soit à une vitesse de 43,171 km/h. Il est immédiatement suivi par son compatriote Ivar Slik (Rabobank Development), et une seconde plus tard par Jens Geerinck (EFC-Omega Pharma-Quick Step).

## Présentation

### Équipes
Classé en catégorie 1.2 de l'UCI Europe Tour, le Grand Prix Criquielion est par conséquent ouvert aux équipes continentales professionnelles belges, aux équipes continentales, aux équipes nationales et aux équipes régionales et de clubs.
Les équipes 3M, An Post-ChainReaction et Stuttgart sont absentes le jour de la compétition, mais Giant-Shimano Development et Astellas sont présentes alors qu'elles n'étaient pas prévues dans le roadbook. L'équipe continentale professionnelle Wanty-Groupe Gobert est elle aussi absente. On dénombre alors dix-hut équipes continentales et onze équipes de clubs.
| Équipe continentale professionnelle | Équipe continentale professionnelle | Équipe continentale professionnelle |
| Nom de l'équipe                     | Pays                                | Code                                |
| ----------------------------------- | ----------------------------------- | ----------------------------------- |
| Wanty-Groupe Gobert                 | Belgique                            | WGG                                 |

| Équipes continentales                     | Équipes continentales | Équipes continentales |
| Nom de l'équipe                           | Pays                  | Code                  |
| ----------------------------------------- | --------------------- | --------------------- |
| 3M                                        | Belgique              | MMM                   |
| An Post-ChainReaction                     | Irlande               | SKT                   |
| Astellas                                  | États-Unis            | ACT                   |
| Cibel                                     | Belgique              | CIB                   |
| Color Code-Biowanze                       | Belgique              | CCB                   |
| De Rijke                                  | Pays-Bas              | RIJ                   |
| Giant-Shimano Development                 | Suède                 | GID                   |
| Josan-To Win                              | Belgique              | JTW                   |
| Koga                                      | Pays-Bas              | KOG                   |
| Leopard Development                       | Luxembourg            | LDT                   |
| Rabobank Development                      | Pays-Bas              | RDT                   |
| Start-Trigon                              | Paraguay              | STF                   |
| Stuttgart                                 | Allemagne             | SGT                   |
| T.Palm-Pôle Continental Wallon            | Belgique              | PCW                   |
| Vastgoedservice-Golden Palace Continental | Belgique              | VGS                   |
| Veranclassic-Doltcini                     | Belgique              | VER                   |
| Verandas Willems                          | Belgique              | WIL                   |
| Wallonie-Bruxelles                        | Belgique              | WBC                   |

| Équipes de clubs                 | Équipes de clubs | Équipes de clubs |
| Nom de l'équipe                  | Pays             | Code             |
| -------------------------------- | ---------------- | ---------------- |
| Asfra Racing Oudenaarde          | Belgique         | ASF              |
| Baguet-MIBA Poorten-Indulek      | Belgique         | BMP              |
| BCV Works-Soenens                | Belgique         | BCV              |
| Bianchi-Lotto-Nieuwe Hoop Tielen | Belgique         | VZW              |
| EFC-Omega Pharma-Quick Step      | Belgique         | EFC              |
| Lotto-Belisol U23                | Belgique         | LTU              |
| Ottignies-Perwez                 | Belgique         | OTP              |
| Prorace                          | Belgique         | PRO              |
| Royal Antwerp Bicycle Club       | Belgique         | RAB              |
| Van Der Vurst Development        | Belgique         | VDV              |
| VL Technics-Abutriek             | Belgique         | VLT              |

### Règlement de la course

#### Primes
Les vingt prix sont attribués suivant le barème de l'UCI,. Le total général des prix distribués est de 6 010 €.
| Position | 1er     | 2e      | 3e    | 4e    | 5e    | 6e    | 7e    | 8e    | 9e    | 10e à 20e |
| Prix     | 2 425 € | 1 210 € | 607 € | 305 € | 240 € | 180 € | 180 € | 118 € | 118 € | 57 €      |

## Classements

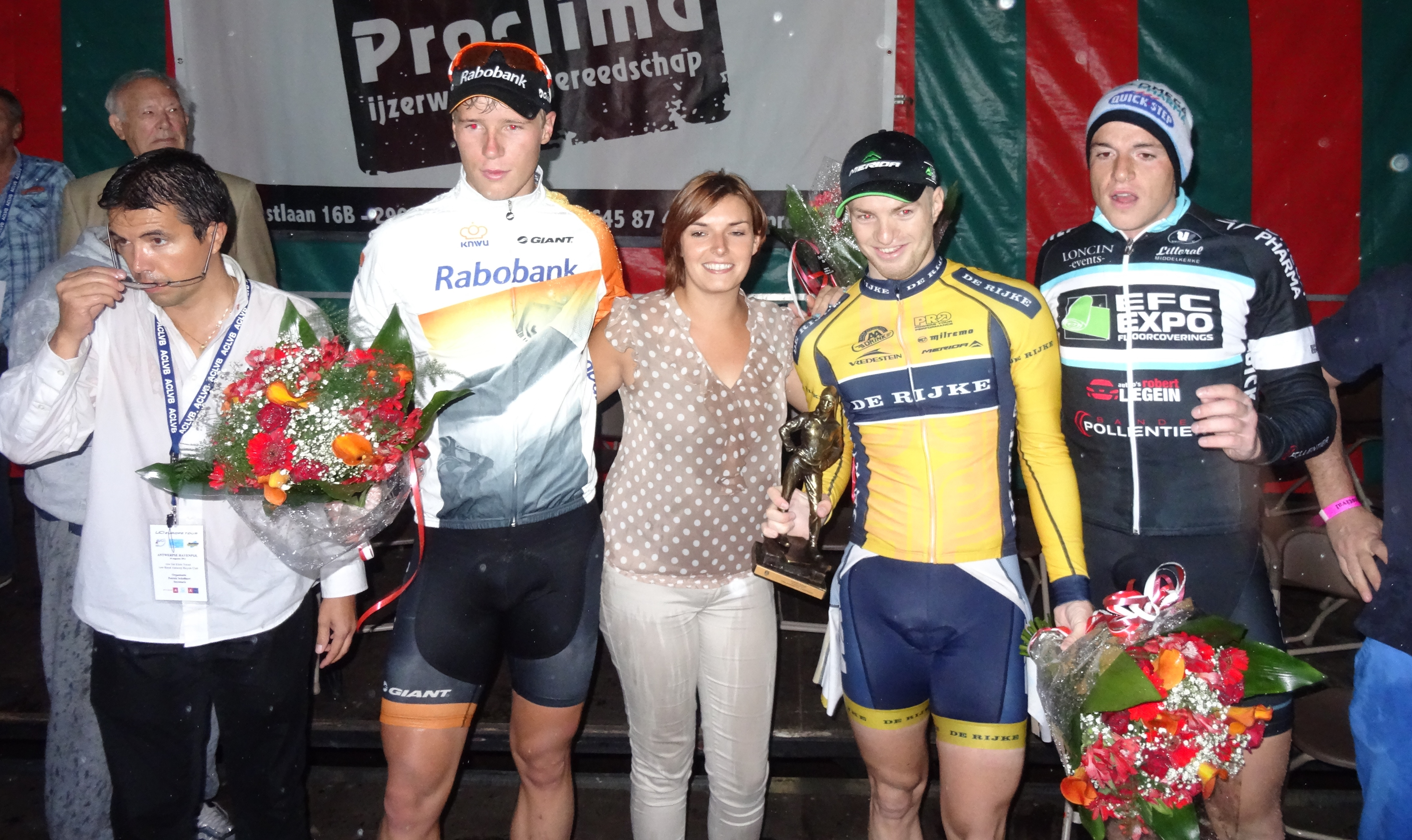
Ivar Slik (Rabobank Development, 2e), Yoeri Havik (De Rijke, 1er) et Jens Geerinck (EFC-Omega Pharma-Quick Step, 3e).

### Classement général
La course est remportée par le Néerlandais Yoeri Havik (De Rijke) qui effectue les 182 kilomètres du parcours en 4 h 12 min 57 s, soit à une vitesse de 43,171 km/h. Il est immédiatement suivi par son compatriote Ivar Slik (Rabobank Development), et une seconde plus tard par Jens Geerinck (EFC-Omega Pharma-Quick Step).

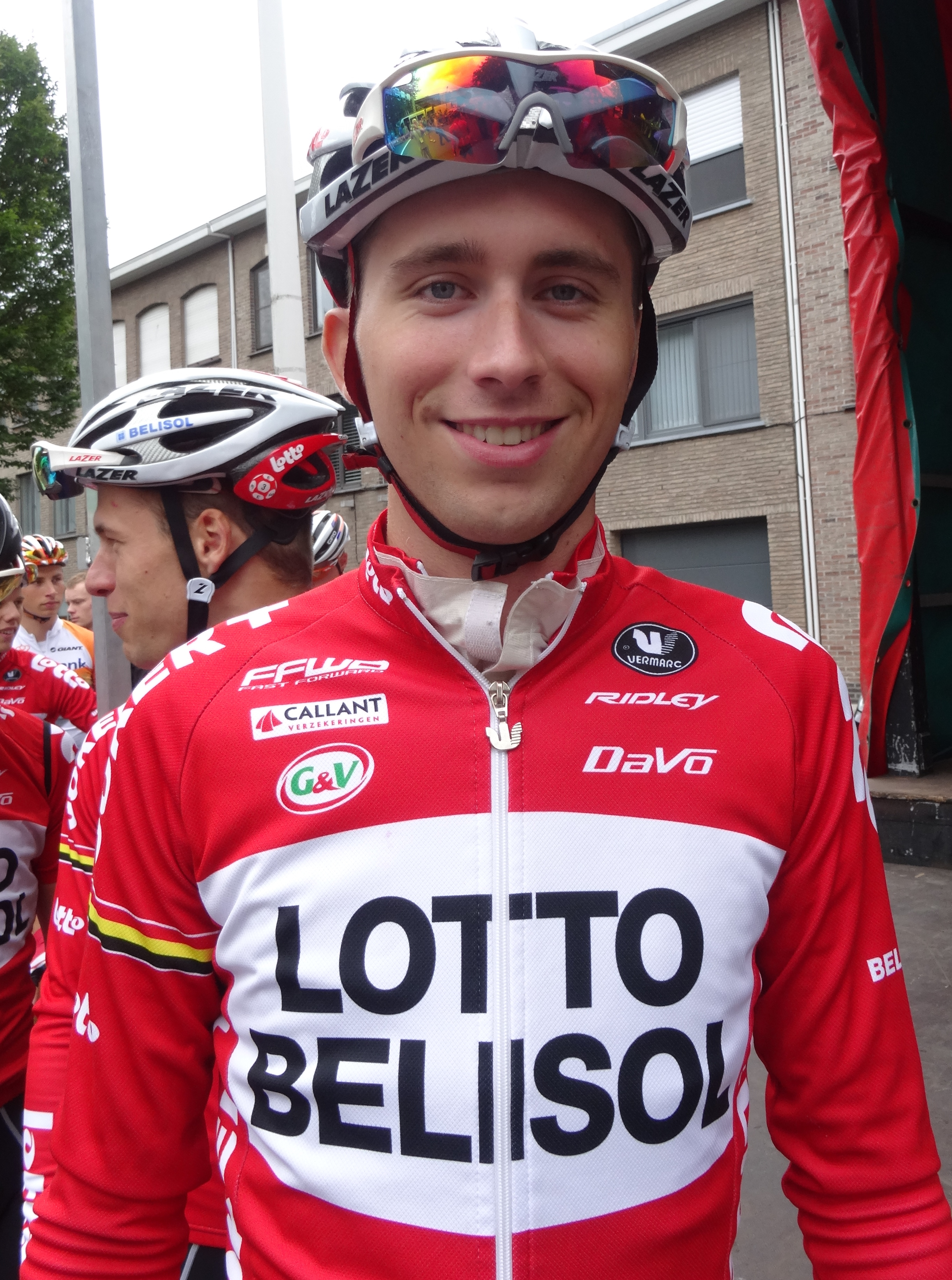
Amaury Capiot, 4e, manque de très peu le podium.

Trois coureurs de Lotto-Belisol U23 se placent dans le top ten : Amaury Capiot (4e), Jef Van Meirhaeghe (8e) et Kenneth Van Rooy (10e). Sur les 166 coureurs qui ont pris le départ, 99 franchissent la ligne d'arrivée.

### Classement de la Topcompétition après huit manches

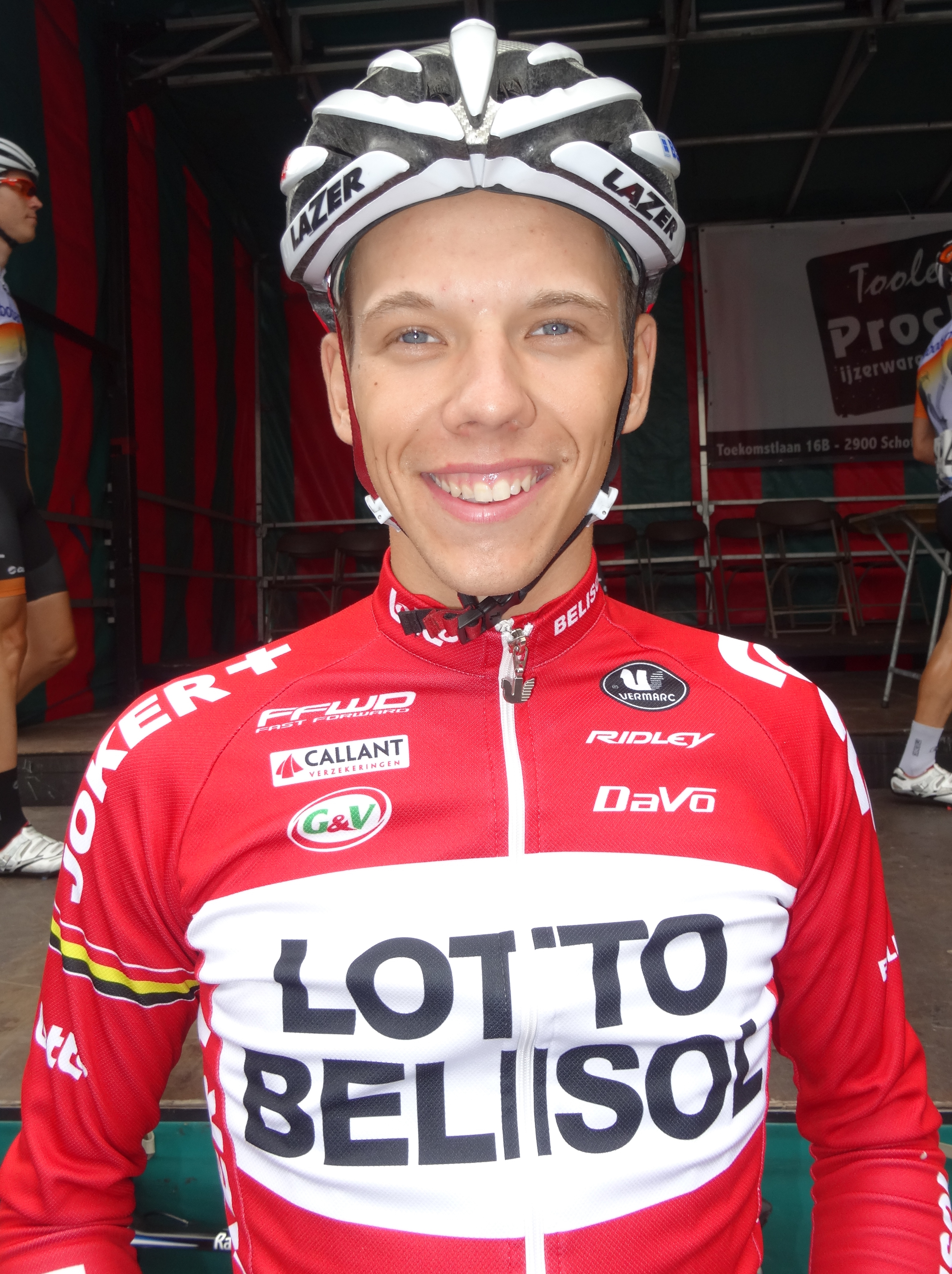
Kenneth Van Rooy, photographié lors de la présentation des équipes, conserve son titre de leader de la Topcompétition.

Le classement inter-équipes à l'issue de la Flèche du port d'Anvers 2014 fait état de 226 points pour Lotto-Belisol U23, 210 points pour EFC-Omega Pharma-Quick Step, 173 points pour Color Code-Biowanze, 168 points pour Verandas Willems, 153 points pour BCV Works-Soenens, 144 points pour VL Technics-Abutriek, 135 points pour Ottignies-Perwez, 133 points pour Cibel, 131 points pour 3M, 127 points pour Josan-To Win, 114 points pour Prorace, 106 points pour Wallonie-Bruxelles, 100 points pour T.Palm-Pôle Continental Wallon, 83 points pour Van Der Vurst Development, 82 points pour Veranclassic-Doltcini, 72 points pour Baguet-MIBA Poorten-Indulek, 61 points pour Bianchi-Lotto-Nieuwe Hoop Tielen, 29 points pour Asfra Racing Oudenaarde et 11 points pour Vastgoedservice-Golden Palace Continental.
| Top ten de la Top Compétition après huit manches | Top ten de la Top Compétition après huit manches | Top ten de la Top Compétition après huit manches | Top ten de la Top Compétition après huit manches | Top ten de la Top Compétition après huit manches |
| ------------------------------------------------ | ------------------------------------------------ | ------------------------------------------------ | ------------------------------------------------ | ------------------------------------------------ |
|                                                  | Coureur                                          | Pays                                             | Équipe                                           | Point(s)                                         |
| 1er                                              | Kenneth Van Rooy                                 | Belgique                                         | Lotto-Belisol U23                                | 122 points                                       |
| 2e                                               | Gaëtan Bille                                     | Belgique                                         | Verandas Willems                                 | 101 pts                                          |
| 3e                                               | Oliver Naesen                                    | Belgique                                         | Cibel                                            | 94 pts                                           |
| 4e                                               | Tim Vanspeybroeck                                | Belgique                                         | 3M                                               | 92 pts                                           |
| 5e                                               | Xandro Meurisse                                  | Belgique                                         | Lotto-Belisol U23                                | 89 pts                                           |
| 6e                                               | Jef Van Meirhaeghe                               | Belgique                                         | Lotto-Belisol U23                                | 82 pts                                           |
| 7e                                               | Floris De Tier                                   | Belgique                                         | EFC-Omega Pharma-Quick Step                      | 75 pts                                           |
| 8e                                               | Bert Van Lerberghe                               | Belgique                                         | EFC-Omega Pharma-Quick Step                      | 67 pts                                           |
| 9e                                               | Matthias Allegaert                               | Belgique                                         | BCV Works-Soenens                                | 66 pts                                           |
| 10e                                              | Tiesj Benoot                                     | Belgique                                         | Lotto-Belisol U23                                | 59 pts                                           |
| modifier                                         |                                                  |                                                  |                                                  |                                                  |

### UCI Europe Tour
Cette Flèche du port d'Anvers attribue des points pour l'UCI Europe Tour 2014, par équipes seulement aux coureurs des équipes continentales professionnelles et continentales, individuellement à tous les coureurs des équipes précitées.
| Position           | 1er | 2e | 3e | 4e | 5e | 6e | 7e | 8e |
| Classement général | 40  | 30 | 25 | 20 | 15 | 10 | 5  | 3  |